# Герб Шарыпова
Герб Шарыпова — опознавательно-правовой знак, наряду с флагом является символом Шарыпова Красноярского края. Официальный герб города Шарыпово утверждён решением городского Совета депутатов от 15 мая 2012 года. Герб внесён в Государственный геральдический регистр Российской Федерации, запись № 7754.

## Описание
Герб города Шарыпово представляет собой щит, на лазоревом поле которого изображены золотой пояс и червленая звезда с восемью лучами, обремененная серебряной вписанной громовой стрелой (без наконечников) в пояс.
Цветовое решение герба символизирует сам город (золотым поясом вытянувшийся по берегам многочисленных речек) и Березовское водохранилище (лазурь), от которого город и начинается.

## Обоснование символики
Червленая (красная) звезда — аллегория энергетического потенциала города, представляемого Березовским месторождением бурого угля, открытого в 1959 г.
Звезда — символ путеводности, устремленности в будущее, озаренности, предназначенности.
Серебряная молния символизирует Берёзовскую ГРЭС-1 — один из главных производственных объектов города. Молния — символ озарения, символ созидательной и одновременно разрушительной божественной власти.
Лазурь — символ возвышенных устремлений, искренности, преданности, возрождения.
Золото — символ высшей ценности, величия, великодушия, богатства.
Красный цвет — символ труда, мужества, жизнеутверждающей силы, красоты и праздника. Серебро — символ чистоты, открытости, божественной мудрости, примирения.